# Clay Allison
Clay Allison (2 de septiembre de 1840 – 3 de julio de 1887) era un ranchero ganadero de Texas y pistolero. Es una de las figuras históricas mejor conocidas del Viejo Oeste.

## Primeros años
Nacido Robert Clay Allison, fue el cuarto de los nueve hijos de Jeremiah Scotland Allison y su esposa Mariah R. Brown. 
Su padre era un ministro presbiteriano que además crio ganado y ovejas para mantener a su familia. Clay Allison fue presuntamente inquieto desde su nacimiento, y cuando era joven se hizo famoso por sus bruscos cambios de humor y su vivísimo mal genio.

## Guerra de Secesión
Allison ayudó en la granja familiar cerca de Waynesboro (Tennessee) hasta que se inició la Guerra de Secesión; contaba entonces 21 años. El 15 de octubre de 1861 se alistó en el Ejército de los Estados Confederados, en el escuadrón de artillería del capitán W. H. Jackson. Tres meses más tarde, sin embargo, fue dado de baja médica a causa de una vieja lesión en la cabeza; por lo visto era "incapaz de cumplir las funciones de un soldado a causa de un golpe recibido hace muchos años. La excitación emocional o física le produce paroxismos de carácter mixto, parcialmente epilépticos y parcialmente maniáticos."
El 22 de septiembre de 1862 Allison se alistó en el XI Regimiento de Caballería de Tennessee, donde estuvo a las órdenes del llamado "mago de la silla de montar" de la Confederación, el general Nathan Bedford Forrest. Al concluir la guerra se entregó con los hombres de Forrest el 4 de mayo de 1865 en Gainesville (Alabama). Tras ser brevemente prisionero de guerra, Allison y sus compañeros fueron puestos en libertad condicional el 10 de mayo y se le permitió regresar a casa.

## Tras laGuerra de Secesión
Una vez de vuelta a casa, estuvo involucrado en varios enfrentamientos violentos antes de marchar a Texas. Una popular aunque probablemente falsa historia afirma que, cuando un cabo del III.er Regimiento de Caballería de Illinois llegó a la granja de la familia de Allison con intención de apoderarse de ella, tras un rudo enfrentamiento y haber roto el jarrón de su madre (regalo de aniversario de su padre), Clay tomó un rifle de la casa y lo mató. El caso es, por la razón que fuera, Clay Allison, junto a sus hermanos Monroe y John, su hermana Mary y su marido Lewis Coleman, se trasladaron enseguida a Texas para asentarse allí definitivamente.
En las ciudades de Cimarrón y Elizabethtown (Nuevo México) Allison comenzó a desarrollar una cierta reputación de hombre peligroso y temible.
En el otoño de 1870, un hombre llamado Charles Kennedy se encontraba detenido en la cárcel local en Elizabethtown acusado de haberse vuelto loco y asesinar a varios extraños y a su propia hija. Una turba encabezada por Clay Allison irrumpió en la cárcel, sacaron a Kennedy de su celda, y lo ahorcaron. Cuando la casa de Kennedy era buscada después encontraron los cuerpos de los que había asesinado junto a su hija.[cita requerida] Al parecer, Allison a continuación, corta la cabeza del hombre y la llevó en una bolsa 29 millas (47 km) a Cimarrón, donde la exhibió en un poste frente a la cantina de Lambert. (Aunque Charles Kennedy murió a manos de Clay, su cabeza no pudo ser llevada a la cantina de Lambert, ya que no existía en este punto.
Allison participó en numerosos encuentros durante este período, a menudo en peleas a cuchillo de hombre a hombre. Él se creía rápido con un arma de fuego, pero esto cambió cuando le dispararon con un ‘’desenfunde rápido’’ en una competencia amistosa con Mason Bowman. Bowman y Allison se hicieron amigos, y se dice que Mace Bowman ha ayudado a Allison a mejorar sus habilidades de desenfunde rápido.

## Notoriedad como pistolero
El 7 de enero de 1874, Allison mató a un pistolero llamado Chunk Colbert. Después de haber corrido sus caballos, entraron a la casa de Clifton, una posada ubicada en el Condado de Colfax, donde se sentaron juntos para cenar. Colbert había matado a siete hombres y se había peleado con Allison años anteriores. (Allison había derrotado al tío de Colbert, Zachary Colbert, cuando trató de hacer un cobro excesivo a Allison para abordar el ferrocarril que cruzaba el río Brazos.) Durante la comida, de repente Colbert trató de sacar su pistola para disparar a Allison, sin embargo, el arma golpeó la mesa. Allison entonces sacó su revólver y disparó un tiro, alcanzando a Colbert en la cabeza. Al preguntarle por qué había aceptado una invitación a cenar de un hombre que seguro intentaría matarlo, Allison respondió: "Porque yo no quería enviar a un hombre al infierno con el estómago vacío". La reputación de Allison como un hombre armado fue creciendo, al igual que su notoriedad.
El 30 de octubre de 1875, Allison fue acusado de haber dirigido un linchamiento para matar a Cruz Vega, quien era sospechoso de asesinar a un jinete de circuitos metodista. Los hombres colgaron al hombre de un poste de telégrafo cerca de Cimarrón. El 1 de noviembre, los miembros de la familia de Vega, dirigidos por el tío de Vega, Francisco Griego, comenzaron a hacer amenazas de venganza. Fueron a la posada Lambert (ahora Hotel St. James), donde se enfrentaron a Allison y lo acusaron de haber participado en el linchamiento. Griego sacó su revólver. Allison fue más rápido y le disparó dos veces a Griego, causándole la muerte. El 10 de noviembre, Allison fue acusado del asesinato de Francisco Griego, pero después de una investigación se abandonó el cargo y el disparo fue dictaminado en defensa propia.
En diciembre de 1876, Allison y su hermano John cabalgaron a Las Ánimas, Colorado, donde se detuvieron en una cantina local. El alguacil Charles Faber del Condado de Bent le dijo a los Allison que debían entregar sus pistolas, porque una ordenanza declaró ilegal el porte de armas dentro de los límites de la ciudad. Cuando los Allison se negaron, el alguacil Faber se fue. Él se hizo acompañar de dos hombres y regresó con ellos a la cantina. Cuando el grupo entró, alguien gritó: "¡Cuidado!" El alguacil y sus hombres abrieron fuego inmediatamente. John Allison recibió tres disparos, en el pecho, los brazos y las piernas. Clay Allison se volvió y disparó cuatro tiros, matando al alguacil Faber. Los hombres que lo acompañaban huyeron. Allison salió tras ellos, pero escaparon. Los dos hermanos Allison serían arrestados y acusados de homicidio, pero el cargo fue desestimado por el alguacil que había comenzado la lucha. Este tiroteo más que cualquier cosa agrandó a Clay Allison al estatus de leyenda.

### Presunto enfrentamiento con Wyatt Earp
En marzo de 1877, Allison vendió su rancho a su hermano, John. Se trasladó a Sedalia, Misuri, el lugar de nacimiento de su esposa y su cuñada. Clay más tarde se trasladó a Hays City, Kansas, donde se estableció como un corredor de ganado. Para el momento en el que Allison llegó a Dodge City, Kansas, su reputación le había precedido. Sin embargo, varios cowboys que trabajaban para él al parecer fueron maltratados por la oficina del alguacil local. Dodge City era un "pueblo ganadero", y las leyes fueron ratificadas por la fuerza. El agente judicial en el momento era un hombre que después ganó fama él mismo: Wyatt Earp.
El biógrafo de Earp y Earp mismo afirmó que Wyatt Earp y su amigo Bat Masterson enfrentaron a Allison y sus hombres en una cantina, y que Allison se echó atrás ante ellos. En realidad, Masterson no estaba en la ciudad en ese momento y no hay evidencia de que el encuentro haya tenido lugar.
Según relatos de la época, un ganadero llamado Dick McNulty y Chalk Beeson, propietario del Long Branch Saloon, convenció a Allison y sus vaqueros a entregar sus armas. Wyatt Earp no hizo su reclamación hasta después de la muerte de Allison. Charlie Siringo, cowboy entonces, pero más tarde detective Pinkerton, había presenciado el incidente y dejó un relato escrito. Siringo convinó en que era McNulty y Beeson que terminaron el incidente, y dijo que Earp no se había acercado siquiera a Clay Allison.

## Los años 1880
Allison crio en granjas desde 1880 hasta 1883 con sus hermanos, John William Allison y Jeremiah Monroe Allison. Su rancho estaba a 12 millas al noreste de Mobeetie, en el cruce del río Washita y Gageby Creek, en lo que entonces era  Condado de Wheeler, Texas (ahora Condado de Hemphill ). Según una narración veriicada, Clay Alliso, totalmente ebrio, anduvo desnudo en Mobeetie un día, portando sólo su funda y su revólver. El 15 de febrero de 1881, Allison se casó con América Medora McCulloch en Mobeetie y se convirtió en un hombre de familia.
En 1883, Allison había vendido su rancho y se mudó a Pope's Wells, comprando otro rancho cerca del Río Pecos cruzando la línea de Texas y Nuevo México (esto fue un hito en la Carretera Goodnight-Loving), 50 millas al noroeste de  Pecos, Texas.
Clay y su esposa "Dora" tuvieron dos hijos: Patti Dora Allison (nombre de casada Byars), nació el 9 de agosto de 1885, en el distrito de Peña Flora del Condado de Colfax; ella murió el 21 de agosto de 1971, en Fort Worth, Texas. Clay Pearl Allison (nombre de casada Parker), nació el 10 de febrero de 1888 (siete meses después de la muerte de su padre), Pecos, Texas; murió el 21 de noviembre de 1962.

## Muerte
A pesar de su fama como un pistolero, Clay Allison sufrió una muerte accidental mientras trabajaba en su rancho. El 3 de julio de 1887, Allison estaba arrastrando un carro cargado de suministros cuando la carga fue desplazada. Un saco de grano cayó del carro, y Allison cayó del carro cuando trataba de atraparlo. Una rueda del carro rodó sobre él, rompiéndole el cuello. Su muerte fue casi instantánea; tenía 47 años de edad. 
Robert Clay Allison fue enterrado al día siguiente en el Cementerio de Pecos, en Pecos, Texas. Se dice que cientos asistieron a su funeral, ya sea para presentar sus respetos o simplemente por curiosidad.
Dora McCullough Allison se casó con Jesse Lee Johnson, en Pecos, Texas, el 23 de octubre de 1890. Ella se mudó con él a Fort Worth en 1897. La viuda de Allison murió el 18 de enero de 1926 en Baltimore, Maryland, y fue enterrada en el Cementerio Oakwood en Fort Worth.

## Tributos
En una ceremonia especial celebrada el 28 de agosto de 1975, Clay Allison sigue donde fue re-enterrado en el Parque de Pecos, justo al oeste del Museo de Pecos.
Su lápida lee:
| ROBERT C ALLISON ECA F CO 9º CAB TEN 2 SEP 1840 3 JUL 1887 CABALLERO PISTOLERO |
| ------------------------------------------------------------------------------ |
Una segunda inscripción fue colocada adelante a los pies de la tumba: " Nunca mató a un hombre que no fuera necesario matar ".